# Teorema de no clonación
En física, el teorema de no clonado o teorema de no clonación declara que es imposible crear una copia idéntica de un estado cuántico desconocido arbitrario. Este teorema de imposibilidad de la mecánica cuántica fue formulado por Wootters y Zurek y Dieks en 1982, y tiene profundas implicaciones en la computación cuántica y áreas de estudio relacionadas.
No existe operador unitario {\displaystyle U} actuando sobre {\displaystyle {\mathcal {H}}_{A}\otimes {\mathcal {H}}_{B}} de forma que para todos los estados normalizados {\displaystyle |\psi \rangle _{A}} y {\displaystyle |e\rangle _{B}} en {\displaystyle {\mathcal {H}}} cumplan que
 {\displaystyle U|\psi \rangle _{A}|e\rangle _{B}=|\psi \rangle _{A}|\psi \rangle _{B}}

## Historia
Una de las metas de la información y la computación cuántica es desarrollar herramientas que mejoren la intuición acerca de la mecánica cuántica. A principios de 1980, se cuestionó la posibilidad de usar efectos cuánticos para obtener velocidades mayores a la de la luz. La resolución de este problema acabó convirtiéndose en la pregunta de si era posible clonar/copiar un estado cuántico desconocido.
Según Asher Peres y David Kaiser, la publicación de la prueba del teorema de no clonación de Wootters, Zurek y Dieks en 1982 fue sugerida por una propuesta de Nick Herbert para un dispositivo de comunicación superluminal que utiliza entrelazamiento cuántico. La simplicidad de su demostración sorprendió a la comunidad científica, que no entendía cómo pudo pasar inadvertido a tantas generaciones de físicos, sobre todo por sus implicaciones y los grandes esfuerzos de investigación en esta temática que, a lo largo de la segunda mitad del siglo XX, se llevó a cabo por una gran cantidad de científicos.

## Teorema y demostración
Existen varias demostraciones al teorema, una de ellas sería la siguiente: Se supone que tenemos dos sistemas cuánticos A y B con un espacio de Hilbert común {\displaystyle {\mathcal {H}}_{A}={\mathcal {H}}_{B}={\mathcal {H}}} . Se quiere copiar el estado {\displaystyle |\psi \rangle _{A}\in {\mathcal {H}}_{A}}, del cual no tenemos conocimiento previo, en un estado cuántico del sistema B, llamado “inicial” o “vacío” {\displaystyle |e\rangle _{B}\in {\mathcal {H}}_{B}}, independiente de {\displaystyle |\psi \rangle _{A}}. El estado combinado del sistema compuesto está descrito por el producto tensorial {\displaystyle {\mathcal {H}}_{A}\otimes {\mathcal {H}}_{B}}:
{\displaystyle |\psi \rangle _{A}\otimes |e\rangle _{B}\equiv |\psi \rangle _{A}|e\rangle _{B}}
Al realizar una medida u observación, el sistema colapsa de forma irreversible a un autoestado de un observable, lo cual corrompe la información que estaba contenida en el qubit. Este no es el resultado deseado.
Sin embargo, el hecho de realizar una copia de un estado significa que habrá una transformación unitaria {\displaystyle U} tal que:
{\displaystyle U|\psi \rangle _{A}|e\rangle _{B}=|\psi \rangle _{A}|\psi \rangle _{B}}
y como el estado de A es arbitrario, debe cumplir también que para un estado {\displaystyle |\phi \rangle _{A}}:
{\displaystyle U|\phi \rangle _{A}|e\rangle _{B}=|\phi \rangle _{A}|\phi \rangle _{B}}
Por un lado, tomando ahora el producto escalar de las expresiones:
{\displaystyle (\langle \phi |_{A}\langle e|_{B}U^{\dagger })(U|\psi \rangle _{A}|e\rangle _{B})=(\langle \phi |_{A}\langle \phi |_{B})(|\psi \rangle _{A}|\psi \rangle _{B})=(\langle \phi |\psi \rangle )^{2}}
Y por otro lado, teniendo en cuenta que {\displaystyle U^{\dagger }U=I}, ya que {\displaystyle U} es unitario, y que los estados están normalizados {\displaystyle \langle e|e\rangle =1}:
{\displaystyle (\langle \phi |_{A}\langle e|_{B}U^{\dagger })(U|\psi \rangle _{A}|e\rangle _{B})=\langle \phi |_{A}\langle e|_{B}|\psi \rangle _{A}|e\rangle _{B}=\langle \phi |\psi \rangle }
Por lo tanto, siguiendo los dos caminos igualmente posibles y válidos, se llega a la expresión:
{\displaystyle \langle \phi |\psi \rangle =(\langle \phi |\psi \rangle )^{2}}
Lo que implica o bien que {\displaystyle |\psi \rangle =|\phi \rangle }, luego el estado no puede ser arbitrario; o bien {\displaystyle \langle \phi |\psi \rangle =0}, que es el caso particular de estados ortogonales y no ocurre en general para estados arbitrarios. Es decir, solo se puede copiar estados que sean ortogonales con un resultado fiable. Por tanto, no podemos emplear un {\displaystyle U} universal para clonar un estado cuántico arbitrario.
Por tanto, el teorema:
No existe operador unitario {\displaystyle U} actuando sobre {\displaystyle {\mathcal {H}}_{A}\otimes {\mathcal {H}}_{B}} de forma que para todos los estados normalizados {\displaystyle |\psi \rangle _{A}} y {\displaystyle |e\rangle _{B}} en {\displaystyle {\mathcal {H}}} cumplan que 
{\displaystyle U|\psi \rangle _{A}|e\rangle _{B}=|\psi \rangle _{A}|\psi \rangle _{B}}

## Comentarios y consecuencias

#### Linealidad
Se plantea una máquina que copia el estado de un fotón o un electrón, de forma que cuando el original entra, se originan dos copias con el mismo estado original. Si la máquina tuviese éxito, convertiría el estado {\displaystyle |\psi \rangle }  en {\displaystyle |\psi \psi \rangle }, y {\displaystyle |\phi \rangle }  en {\displaystyle |\phi \phi \rangle }.
El problema incrementa cuando se envía al clonador una superposición de ambos:
{\displaystyle |input\rangle \equiv |i\rangle =a|\psi \rangle +b|\phi \rangle }
Se quiere obtener {\displaystyle |i\rangle |i\rangle =(a|\psi \rangle +b|\phi \rangle )(a|\psi \rangle +b|\phi \rangle )}, que es la copia de {\displaystyle |i\rangle }. Sin embargo, si los estados se clonan correctamente, por linealidad, la salida de la superposición debe ser la superposición de las salidas, es decir:
{\displaystyle |output\rangle \equiv |o\rangle =a|\psi \psi \rangle +b|\phi \phi \rangle \neq |i\rangle |i\rangle =(a|\psi \rangle +b|\phi \rangle )(a|\psi \rangle +b|\phi \rangle )}

Es decir, que el Teorema de no clonado sea cierto es necesario para satisfacer la propiedad de linealidad, que es un principio cuántico fundamental.Puede verse este hecho mediante una sencilla aplicación práctica. Si se parte de un dispositivo capaz clonar un estado cuántico arbitrario:

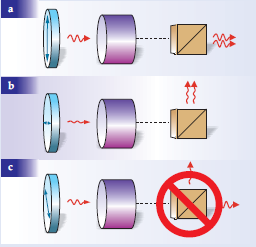
Esquema representativo de que no hay copiadora cuántica perfecta.

- Un fotón polarizado verticalmente produciría dos fotones polarizados verticalmente, los cuales hacen la elección “vertical” en un divisor de haz polarizante.
- Un fotón polarizado horizontalmente produciría dos fotones polarizados horizontalmente, los cuales hacen la elección “horizontal” en un divisor de haz polarizante.
- Debido a que la mecánica cuántica es lineal, una polarización diagonal (una superposición de vertical y horizontal) puede producir solo los resultados de medida representados en los paneles (a) y (b) de la figura; no podría producir el resultado mostrado (c). Tal resultado solo sería posible si la polarización diagonal fuera clonada correctamente. La linealidad de la mecánica cuántica prohíbe así la clonación de estados arbitrarios.[4]

#### Imposibilidad de transmitir información instantáneamente. Causalidad
La existencia del Teorema del no clonado asegura que la transmisión de la información utilizando estados entrelazados no sea más rápida que la luz, asegurando que se verifica uno de los postulados de la Relatividad.
Para discutir este aspecto se suponen 2 observadores A y B, separados una distancia arbitraria, que pueden medir en la base computacional {\displaystyle \sigma _{z}} y de Hadamard {\displaystyle \sigma _{x}} :
{\displaystyle \sigma _{z}=\left\{|0\rangle ,|1\rangle \right\}}
{\displaystyle \sigma _{x}=\left\{|-\rangle ={\frac {1}{\sqrt {2}}}\left(\left|0\right\rangle -\left|1\right\rangle \right),|+\rangle ={\frac {1}{\sqrt {2}}}\left(\left|0\right\rangle +\left|1\right\rangle \right)\right\}}
y que comparten el estado de Bell {\displaystyle |\phi ^{+}\rangle }; visto en dichas bases:
{\displaystyle |\phi ^{+}\rangle ={\frac {1}{\sqrt {2}}}\left(\left|00\right\rangle +\left|11\right\rangle \right)={\frac {1}{\sqrt {2}}}\left(\left|++\right\rangle +\left|--\right\rangle \right)}
Entonces A y B pueden comunicarse vía entrelazamiento (teleportación). Para ello A realiza una medida de su qubit en una de las bases. Como el estado de Bell es entrelazado, el qubit de B varía su estado en función de la medida obtenida por A. En este caso, por la forma de {\displaystyle |\phi ^{+}\rangle }, B adopta el mismo estado que A: uno de los cuatro que forman las bases {\displaystyle \sigma _{x}} y {\displaystyle \sigma _{z}} en las que se miden. Si ahora B intenta conocer cuál es su estado, tiene el problema de que estos cuatro estados no son ortogonales todos ellos entre sí, y si realiza una medida en una de las dos bases de forma arbitraria no puede obtener con total seguridad qué estado tiene el qubit. Es por ello que A le debe comunicar a través de un canal clásico la base en la que debe medir, y midiendo sobre ella ya sí obtendría con total seguridad el estado de A. Por tanto, la transmisión de información se realiza a una velocidad menor a la de la luz por involucrar esa comunicación clásica.
Si ahora que no se considera cierto el teorema del no clonado, esto haría que B pudiese replicar su qubit tantas veces como quisiese, y poder medir (en una base arbitraria) el estado que todas las copias comparten. El problema que se tiene antes de la ortogonalidad y la necesidad de conocer la base en la que se mide desaparece gracias a que se tiene una gran cantidad de copias preparadas en un mismo estado, se permite medir tantas veces se necesite y obtener de esa manera el estado de B (en este caso bastaría medir en cada base y ver en cual de ellas el estado colapsa a uno de esos cuatro posibles), todo ello sin necesitar una comunicación clásica, lo que hace que no esté acotada la velocidad de transmisión de la información pudiendo ser más rápida que la velocidad de la luz.

#### Imposibilidad de conocer el sistema al completo
La forma de proceder anterior, basada en conocer al estado realizando copias de un sistema que se encuentra en un estado desconocido, implicaría la posibilidad de realizar experimentos y medidas y así deducir el estado del sistema. El teorema de no clonado impide que esto sea posible, y que la cantidad de información que pueda conocerse del sistema sea limitada. Esta es una de las diferencias más acuciantes que presenta la física cuántica frente a la clásica, donde siempre es posible conocer completamente el sistema midiéndolo, pues las medidas no son invasivas.
Sin embargo, esta situación parece extraña, pues si la física clásica es un límite de la cuántica, ¿Cómo es posible que no sea posible realizar copias en cuántica y en clásica sí?. La respuesta es que el teorema del no clonado no previene a todos los estados de ser copiados. De la demostración se ve que la igualdad se cumple para estados ortogonales, siendo posible hacer copias de estos. Esta observación resuelve la aparente contradicción: el copiado clásico puede pensarse como copia de estados ortogonales.
Además de los estados ortogonales, el teorema de no clonado no prohíbe la construcción de copias imperfectas del estado original. En concreto, existe una máquina clonadora creada por V. Buzek and M. Hillery que copia de forma óptima, es decir, maximiza la fidelidad entre el estado copiado y la copia (5/6).

#### Aplicación en errores de computación cuántica
Constituye una de las principales dificultades y factores a tener en cuenta en la búsqueda de técnicas de corrección de códigos de computación cuántica, siendo el responsable por el que la mayoría de los procedimientos clásicos sean inaplicables por involucrar medidas y variables auxiliares (copias). La corrección de errores es vital en computación cuántica para contrarrestar la interacción del entorno con el sistema.

#### Aplicación en criptografía cuántica
El teorema es una importante motivación para el desarrollo de protocolos y claves de seguridad. La restricción que supone no poder copiar estados cuánticos puede emplearse como una clara apuesta en el ámbito de la criptografía. En 1984 se propuso un esquema de distribución de clave cuántica por Bennett y Brassard. La idea es que el emisor, Alice, mande fotones al receptor, Bob, con el objetivo de crear una secuencia aleatoria de 0’s y 1’s. Dicha cadena o secuencia puede emplearse como una clave secreta para encriptar y desencriptar mensajes.
En el esquema propuesto, cada uno de los fotones de Alice está preparado aleatoriamente en uno de cuatro posibles estados de polarización:
{\displaystyle \left\{|\leftrightarrow \rangle ,|\updownarrow \rangle ,|\nearrow \rangle ,|\searrow \rangle \right\}}
Una “espía”, Eve, intentaría obtener una copia de cada fotón para ella misma, dejando a su vez pasar una copia exacta a Bob para pasar completamente desapercibida, ya que Bob y Alice podrían comprobar mediante secuencias si Eve ha alterado la señal enviada inicialmente. Por el teorema del no clonado, Eve no puede hacerlo de forma exitosa. Sin embargo, sí puede hacer una buena aproximación al clonar la transmisión de Alice. Si el proceso de aproximación fuese óptimo, podría usarse de forma eficiente contra la criptografía cuántica. Afortunadamente, pueden ponerse límites teóricos en la fidelidad del esquema. Esto es actualmente un área de investigación activa.

#### No clonado en un contexto clásico
Existe una analogía clásica para el teorema cuántico de no clonado, que podría establecerse de la siguiente manera: dado solo el resultado de un lanzamiento de una moneda, no se puede simular un segundo lanzamiento independiente de la misma moneda. La demostración de esta afirmación usa la linealidad de la probabilidad clásica y tiene exactamente la misma estructura que la demostración del teorema cuántico de no clonado. Por lo tanto, para afirmar que el no clonado es un resultado singularmente cuántico, es necesario cierto cuidado al establecer el teorema. Una forma de restringir el resultado a la mecánica cuántica es restringir los estados a estados puros, donde un estado puro se define como uno que no es una combinación convexa de otros estados. Los estados puros clásicos son parejas ortogonales, pero los estados puros cuánticos no lo son.